# Robocraft
『Robocraft』（ロボクラフト）は、Freejam Games (フリージャムゲームズ) が開発したWindows、macOＳ、Linux用の、基本無料の課金型サードパーソン・シューティングゲームで、ロボットを様々なブロックやパーツなどを用いて組み立て、複数の実在する惑星を含めた様々な惑星を舞台にしてオンライン対戦ができる。
イギリスのインディーズゲームメーカーであるFreejamが開発・公開をしている。プレイヤー毎に用意されるガレージ内で基本的なパーツ（シャーシとなるキューブや車輪など）や戦闘時に使う武器 (レーザーなど) を使って自由に機体を設計することができる。
2013年3月に初のアルファ版が公開された。公開当初は、シングルプレイのみのテストモードだったが、4月のバージョンアップでマルチプレイヤーが可能になった。ゲームのアップデートや不具合修正は毎月数回行われる。
2014年4月12日、わずか１ヶ月の間にプレイヤー数が30万人以上にまで増加したことが発表された。さらにSteamでもプレイできるようになった。
サービス開始から４年目となる2017年8月25日より正式版のサービスが開始された。
開発元のFreejamの閉鎖に伴い、2025年1月22日にサービス終了した。

## 評価
- サイト「IndieDB（英語版）」のIndie of the year 2014 1位を受賞[4][5]。